# Campoletis dilatator
Campoletis dilatator är en stekelart som först beskrevs av Carl Peter Thunberg 1822.  Campoletis dilatator ingår i släktet Campoletis och familjen brokparasitsteklar. Arten är reproducerande i Sverige. Inga underarter finns listade.